# 鄧國威
鄧國威，GBS，JP（1956年1月13日—），前香港公務員事務局局長。他的兄長是前審計署署長鄧國斌。

## 簡歷
鄧國威於1978年於香港大學畢業，同年10月加入政務職系，於2008年4月獲晉升至首長級甲一級政務官。他先後於多個香港政府部門服務，包括社會福利署、民政署、社會事務科、政務總署、市政總署、地政工務科、新機場工程統籌署、布政司辦公室、公務員事務局及公務員薪俸及服務條件常務委員會。2000年1月至2001年4月，鄧國威擔任環境食物局副局長。2001年5月至2003年10月，鄧國威擔任運輸局副局長。2003年11月至2007年3月，鄧國威擔任社會福利署署長。2007年4月至2007年6月，鄧國威擔任經濟發展及勞工局常任秘書長（勞工）兼勞工處處長。2007年7月至2012年6月30日，鄧國威擔任勞工及福利局常任秘書長。2012年7月1日，鄧國威獲委任為公務員事務局局長。至2015年7月21日，國務院免去他公務員事務局局長的職務，由張雲正接替，因以「预计不到的家庭理由」而离职。